# Estação Onoyama
A Estação Onoyama  será uma das estações do Metrô do Distrito Federal, situada em Taguatinga, entre a Estação Praça do Relógio e a Estação Centro Metropolitano.
Embora o metrô passe pela região, existe apenas o espaço destinado à construção da estação, ainda sem previsão de ser concluída. Atualmente a estrutura subterrânea está concluída.